# 中村達也 (経済学者)
中村 達也（なかむら たつや、1941年5月17日 - ）は、日本の経済学者、中央大学名誉教授。専門は経済理論、社会経済学。
秋田県生まれ。東京外国語大学ロシア語科卒業。一橋大学大学院経済学研究科博士課程満期退学。沖縄大学助教授、1974年中央大学商学部助教授、80年教授、1983年千葉大学法経学部教授、1991年中央大学商学部教授、2012年定年退任、名誉教授。
東京外国語大学では伊東光晴に、一橋大学大学院では都留重人に師事する。

## 著書
- 『市場経済の理論』日本評論社 1978
- 『歳時記の経済学』岩波書店 1985
- 『ガルブレイスを読む』岩波セミナーブックス 1988、岩波現代文庫 2012
- 『豊かさの孤独』岩波書店 1992
- 『読む 時代の風景342冊』TBSブリタニカ 1992
- 『読むー時代の風音』中央大学出版部 1998
- 『お金とくらしを考える本 1　お金ってなんだろう』ウノ・カマキリ絵 岩崎書店 2006
- 『お金とくらしを考える本4　地域だけのお金』ウノ・カマキリ絵 岩崎書店 2006
- 『さまよう経済と社会 「時代の叫び」162冊』中央大学出版部 2009

### 共著
- 『エコノミストが読む 時代を拓く101冊』渡辺利夫、香西泰共著 日本評論社 2000
- 『経済学の歴史 市場経済を読み解く』新村聡、八木紀一郎、井上義朗共著 有斐閣アルマ 2001

### 翻訳
- モーリス・ドッブほか『七〇年代の資本主義 国際シンポジウム』永井進・渡会勝義共訳 新評論 1972
- モーリス・ドッブ『厚生経済学と社会主義経済学 常識的な批判』岩波書店 1973
- ロバート・スキデルスキー編著『ケインズ時代の終焉』日本経済新聞社 1979
- レスター・サロー/ロバート・L・ハイルブローナー『経済学』 TBSブリタニカ 1984
- ダニエル・ベル/I.クリストル編 『新しい経済学を求めて』柿原和夫共訳 日本経済新聞社 1985
- ジェーン・ジェイコブズ『都市の経済学 発展と衰退のダイナミクス』谷口文子共訳 TBSブリタニカ 1986　
  - 『発展する地域 衰退する地域　地域が自立するための経済学』ちくま学芸文庫 2012
- J.K.ガルブレイス/S・メンシコフ『資本主義、共産主義、そして共存』ダイヤモンド社 1989
- レスター・C.サロー、ロバート・L・ハイルブロナー、ガルブレイス『現代経済学』TBSブリタニカ 1990
- J.K.ガルブレイス『満足の文化』新潮社 1993。新潮文庫 1998、ちくま学芸文庫 2014
- ロバート・ハイルブローナー『二十一世紀の資本主義』吉田利子共訳 ダイヤモンド社 1994
- ハイルブローナー『私は、経済学をどう読んできたか 世俗の哲学から学ぶもの』阿部司共訳 ダイヤモンド社 1997、ちくま学芸文庫 2003
- 都留重人『制度派経済学の再検討』永井進・渡会勝義共訳 岩波書店 1999

## 注
1. ↑  『現代日本人名録』2002年
2. ↑  「昭和41・42年度学位授与・単位修得論文」一橋研究